# A Star Is Born Again
A Star is Born Again, llamado Nace una nueva estrella en Hispanoamérica y Ha renacido una estrella en España, es el decimotercer episodio de la decimocuarta temporada de la serie de televisión de dibujos animados Los Simpson, emitido originalmente el 2 de marzo de 2003. El episodio fue escrito por Brian Kelley y dirigido por Michael Marcantel. Helen Fielding y Marisa Tomei fueron las estrellas invitadas.

## Sinopsis
El episodio comienza cuando los Simpson van de vacaciones al lugar donde se realiza El festival de la medusa, que conmemora el regreso de las medusas a la bahía. Mientras, Ned Flanders atiende su tienda de zurdos y se enamora de Sarah Sloane, una bella clienta y estrella de cine. Luego Flanders la invita a una cita y luego a su casa, donde su novia es acosada por los medios. 
Sara apoya todas las ideas conservadoras de Ned, pese a ser una actriz destapada, e incluso quiere que lo acompañe a Hollywood, pero el solo imaginarse a Hollywood (Holly-horror para él) lo aterra. Entonces Sara, cuando su película ya se había terminado de rodar, decide quedarse en Springfield junto a Ned. Pasan la noche juntos en un concierto y terminan desnudos intimando en medio de un maratón. Ned le ofrece matrimonio, pero a Sara no le gusta la idea y se marcha para casarse con un director de cine y divorciarse a las pocas horas (3 horas). Aunque tras su famoso amor, Ned obtiene ofertas de noviazgo, las cuales no lo satisfacen.
El episodio termina con una persecución cómica entre Helen Fielding, los policías y un hombre disfrazado de gorila, junto a Ned, Homer y Marge, al estilo de Benny Hill.

## Recepción
En 2008, Entertainment Weekly nombró al personaje que interpreta Marisa Tomei, Sara Sloane, como una de las dieciséis mejores apariciones especiales en Los Simpson.

## Curiosidades
El episodio parece ser una parodia de la película Un lugar llamado Notting Hill, interpretada por Julia Roberts y Hugh Grant . Dicho film tiene una trama muy parecida a la de este capítulo, la cual trata de un comerciante y vendedor de libros llamado William Tacker (Hugh Grant) el cual tiene una tienda de libros que un día es visitada por una joven y atractiva muchacha llamada Ana Scott, una actriz muy famosa de Hollywood, momento en el cual este vendedor comienza a conocerla y luego de una serie de sucesos y encuentros acaban por enamorarse perdidamente entre sí.